# 곤 사토시
곤 사토시(일본어: 今 敏, 1963년 10월 12일~2010년 8월 24일)는 일본의 애니메이션 감독 겸 만화가로 일본 애니메이터 연출협회(日本アニメーター・演出協会)의 회원이었다. 홋카이도 삿포로시에서 태어났으며, 구시로시로 옮겨와 자란 뒤 무사시노 미술대학 조형학부 시각전달디자인과를 졸업했다.

## 작품
- 퍼펙트 블루(PERFECT BLUE, 1997)
- 천년여우(千年女優, 2001)
- 크리스마스에 기적을 만날 확률(東京ゴッドファーザーズ, 2003)
- 망상대리인(妄想代理人, 2004)
- 파프리카(パプリカ, 2006)
- 오하요(オハヨウ, 2007)
- 꿈꾸는 기계(夢みる機械, 미개봉)